# Picture Perfect
Picture Perfect er et romantisk komediedrama fra 1997, hvor de medvirkende er Jennifer Aniston, Jay Mohr, Kevin Bacon, Illeana Douglas, Olympia Dukakis og Anne Twomey. 

## Handling
Kate (Jennifer Aniston) kæmper for sit arbejde på et reklamebureau i New York, hvor lige meget, hvor meget hun syntes hun gør, så bevæger hun sig bare ikke opad i systemet. Da chancen for en forfremmelse pludselig melder sig, og hun tror hun får den, forsvinder den igen, fordi hendes chefer ikke synes, at hun "ikke er stabil nok". Som bevis for at hun faktisk er "stabil nok", opfinder Kates ven en historie, om at Kate faktisk er forlovet med en fyr, som hedder Nick (Jay Mohr) og bor i Massachusetts, hvor han arbejder som videomand til bryllupper, og med hvem Kate fik taget hendes billede med under en vens bryllup.
Alt går tilsyneladende godt for Kate. Hun får endda opmærksomhed, fra den kollega, som hun ønskede det allermest fra, men alt dette går pludselig galt, og gør at Kate bliver tvunget til at bringe hendes såkaldte forlovede Nick med til middag hos Kates boss, efter at Nick har reddet en lille pige fra en ildebrand og ender op i nyhederne, for ikke at glemme, at han bliver nævnt på samtlige forsider. Kate spørger derfor Nick, om han ikke kunne dumme sig og "slå op" med hende. Nick vil faktisk ikke dette, men gør det alligevel for Kates skyld. 
Men da Kate så indser, hvor god Nick er over for hende, indser hun også at han er den rette for hende. Filmen ender med at Kate spørger Nick, om han vil med på date med hende, og de kysser hinanden i kirken, hvor Nick skulle optage en bryllupsvideo.

## Skuespillere
- Jennifer Aniston – Kate Mosley
- Jay Mohr – Nick
- Kevin Bacon – Sam Mayfair
- Olympia Dukakis – Rita Mosley
- Illeana Douglas – Darcy O'Neil
- Kevin Dunn – Mr. Mercer
- Anne Twomey – Sela

## Eksterne links
- Picture Perfect på Internet Movie Database (engelsk)
- Picture Perfect på Filmdatabasen
- Picture Perfect på Scope
- Picture Perfect i Svensk Filmdatabas (svensk)
- Picture Perfect på AlloCiné (fransk)
- Picture Perfect på MovieMeter (nederlandsk)
- Picture Perfect på AllMovie (engelsk)
- Picture Perfect hos American Film Institute (engelsk)
- Picture Perfect på Turner Classic Movies (engelsk)
- Picture Perfect på The Movie Database (engelsk)